# Sejerslev
Sejerslev er en landsby på det nordøstlige Mors i Limfjorden med 329 indbyggere  (2024), beliggende 31 kilometer øst for Thisted og 16 kilometer nord for Nykøbing.
Byen ligger i Region Nordjylland og hører til Morsø Kommune. Sejerslev er beliggende i Sejerslev Sogn.